# Нойутотурку
Нойутотурку (также Нойуто-Турку, Ноюто-Турку и Ноютотурку) — пресноводное озеро на севере Красноярского края России, располагается на полуострове Таймыр, на востоке возвышенности Дахса-Гербей гор Бырранга, примерно в 210 километрах северо-северо-восточнее села Хатанга, к северу от озера Сырутатурку.
Зеркало озера расположено на высоте 96 метров над уровнем моря. Площадь озера — 32,2 км². Площадь водосбора составляет 220 км². Имеет сложную форму, длина около 8,7 км, максимальная ширина — 7 км.
В озеро на западе впадает река Сырута-Яму, вытекающая из соседнего озера без названия. Из озера Нойутотурку на юго-востоке вытекает река Нойутояму, относящаяся к бассейну Большой Балахни. На юге в береговую линию вдаётся крупный полуостров. Берега холмистые, особенно в южной части, где возвышается холм высотой 132 м. Озеро примечательно тем, что в его середине расположен остров, на котором также имеется озеро. Преимущественный тип питания снего-дождевой.